# Majorns hage
Majorns hage är ett naturreservat i Bollnäs kommun i Gävleborgs län.
Området är naturskyddat sedan 2013 och är 12 hektar stort. Reservatet består av öppen betesmark och betad skogsmark. 